# 클랭통 은지
클랭통 무아 은지(프랑스어: Clinton Mua N'Jie, 1993년 8월 15일 ~)는 카메룬의 축구 선수로 현재 튀르키예 쉬페르리그의 시바스스포르에서 공격수 겸 미드필더로 활약하고 있다.

## 수상

### 클럽
올랭피크 리옹
- 리그 1 : 준우승 (2014-15), 3위 (2012-13)
- 프랑스 리그컵 : 준우승 (2013-14)

 토트넘 홋스퍼
- 잉글랜드 프리미어리그 : 3위 (2015-16)

 올랭피크 드 마르세유
- UEFA 유로파리그 : 준우승 (2017-18)

### 국가대표팀
카메룬
- 아프리카 네이션스컵 : 우승 (2017)